# Let's Talk About Sex
«Let's Talk About Sex» es una canción del trío estadounidense de hip-hop Salt-N-Pepa. Fue lanzado en agosto de 1991 como el cuarto sencillo de su tercer álbum de estudio Blacks 'Magic, y logró un gran éxito en muchos países, incluidos Australia, Austria, Alemania, Países Bajos, Portugal, Suiza y Zimbabue, donde fue un éxito número uno.

## Contenido
La canción habla sobre sexo seguro, los lados positivos y negativos del sexo y la censura que el sexo tenía a inicios de la década de 1990 en los principales medios de comunicación estadounidenses.
La canción fue incluida más tarde en el álbum Greatest Hits (2000), donde el trío samplea «I'll Take You There» de The Staple Singers .
Una versión alternativa de la canción titulada "Let's Talk About AIDS" fue lanzada en un sencillo promocional para la radio e incluida como lado B en varios sencillos de la canción. Las letras fueron cambiadas para abordar más directamente la propagación del SIDA y el VIH.

## Video musical
El video musical de "Let's Talk About Sex" dirigido por Millicent Shelton y diseñado por el artista visual y diseñador Ron Norsworthy, comienza en una escena en blanco y negro con una niña encendiendo la radio y escuchando la canción. Luego comienza a besar a su novio y se muestran escenas de Salt-N-Pepa y otras parejas besándose y abrazándose. Luego, el video se colorea cuando Salt-N-Pepa aparecen bailando. Otra versión del video tiene una escena en la que se muestra un esqueleto después de la palabra 'AIDS' (SIDA) con un sello que dice 'censored' (censurado) en su boca.

## Listas de éxitos y premios
La canción fue certificada oro por la RIAA y alcanzó el puesto número 13 en la lista Billboard Hot 100. En el UK Singles Chart, alcanzó el número 2, y en el chart de sencillos alemán, la canción alcanzó el número 1, la primera canción original de un grupo de hip-hop estadounidense en lograr esa hazaña. También alcanzó el número 1 en la lista de sencillos de Australia ARIA .
En 1992, la canción fue nominada para un premio Grammy a la mejor interpretación de rap por un dúo o grupo .

## Posicionamiento en listas y certificaciones
| Listas (1991-1992)                     | Máxima posición |
| -------------------------------------- | --------------- |
| Alemania (Offizielle Deutsche Charts)  | 1               |
| Australia (ARIA)                       | 1               |
| Austria (Ö3 Austria Top 40)            | 1               |
| Bélgica (Flandes) (Ultratop 50)        | 1               |
| Canadá (RPM Top Singles)               | 24              |
| Canadá (RPM Dance/Urban)               | 3               |
| Dinamarca (IFPI)                       | 5               |
| Estados Unidos (Billboard Hot 100)     | 13              |
| Estados Unidos (Hot Rap Songs)         | 12              |
| Estados Unidos (Hot Dance Club Songs)  | 6               |
| Estados Unidos (Hot R&B/Hip-Hop Songs) | 51              |
| Europa (Eurochart Hot 100)             | 2               |
| Finlandia (Suomen virallinen lista)    | 8               |
| Francia (SNEP)                         | 11              |
| Irlanda (IRMA)                         | 4               |
| Nueva Zelanda (Recorded Music NZ)      | 3               |
| Noruega (VG-lista)                     | 3               |
| Países Bajos (Dutch Top 40)            | 1               |
| Países Bajos (Mega Single Top 100)     | 1               |
| Portugal (AFP)                         | 1               |
| Reino Unido (UK Singles Chart)         | 2               |
| Suecia (Sverigetopplistan)             | 2               |
| Suiza (Schweizer Hitparade)            | 1               |
| Zimbabue (ZIMA)                        | 1               |

| Lista (1992)                      | Posición |
| --------------------------------- | -------- |
| Australia Singles Chart           | 48       |
| Austria Singles Chart             | 18       |
| Nueva Zelanda (Recorded Music NZ) | 23       |
| Países Bajos Dutch Top 40         | 13       |
| Suiza Singles Chart               | 19       |

| País           | Certificación | Fecha                   | Ventas certificadas |
| -------------- | ------------- | ----------------------- | ------------------- |
| Australia      | Platino       | 1992                    | 70,000              |
| Austria        | Oro           | 5 de diciembre de 1991  | 15,000              |
| Estados Unidos | Oro           | 10 de diciembre de 1991 | 500,000             |
| Reino Unido    | Plata         | 1 de octubre de 1991    | 200,000             |

## Otras versiones y samples
- El cantante alemán Max Raabe y Palast Orchester versionaron en estilo cabaret / big band para su álbum de 2001 Super Hits .
- El coro fue sampleado en el sencillo de 2006 de Pretty Ricky, " On the Hotline ".
- La canción apareció en la escena riff-off en la película de 2012 Pitch Perfect . También fue canción de un coro de personas mayores en la película de 2012 Song for Marion.
- Los grupos EDM Cheat Codes y Kris Kross Amsterdam reutilizan el coro de la canción en su sencillo de 2016, Sex. Esta canción, sin embargo, adopta un enfoque de R&B más pro-sexual para el tema que el original, con nuevos versos y producción centrada en el baile.